# Kuh-e Shāhvār
Le Kuh-e Shāhvār est un sommet en Iran culminant à 3 890 mètres d'altitude dans la partie orientale de la chaîne de l'Elbourz. C'est un sommet ultra-proéminent.